# Fehér éjszakák (album)
A Fehér éjszakák a Péterfy Bori & Love Band együttes negyedik stúdióalbuma.

## Dallista
| #   | Cím                                                                        | Hossz |
| --- | -------------------------------------------------------------------------- | ----- |
| 1.  | Fehérre festem az arcom Írta: Hajós-Dévényi Kristóf                        | 3:57  |
| 2.  | Játék Írta: Tariska Szabolcs, Lovasi András                                | 3:09  |
| 3.  | Happy end Írta: Péterfy Bori                                               | 3:13  |
| 4.  | Szívem gyorsabban ver Írta: Péterfy Bori                                   | 3:51  |
| 5.  | Rész-egész Írta: Hujber Szabolcs                                           | 3:18  |
| 6.  | Válj köddé Írta: Hujber Szabolcs                                           | 2:44  |
| 7.  | Csodaidő (álomverzió) feat Sena Írta: Tariska Szabolcs, Péterfy Bori, Sena | 3:08  |
| 8.  | Futás Írta: Péterfy Bori                                                   | 3:32  |
| 9.  | Őrült ékszer Írta: Hajós-Dévényi Kristóf                                   | 3:52  |
| 10. | Fehér éjszakák Írta: Hujber Szabolcs és Péterfy Bori                       | 3:16  |
| 11. | Szélesvásznú Írta: Hajós-Dévényi Kristóf                                   | 3:40  |

Az album bővített változata 6 bónusz dalt is tartalmaz, illetve egy 16 oldalas Stark Attila képregényt (ő tervezte a borítót is).
A lemezt jelölték a 2013-as Fonogram díj átadásánn az év hazai alternatív albuma kategóriában.